# KolibriOS
 KolibriOS – amatorski system operacyjny na komputery klasy PC, napisany w asemblerze, rozpowszechniany na podstawie licencji GPL. Został stworzony na podstawie MenuetOS. 
System używa swojego własnego standardu i nie jest oparty na systemach zgodnych z POSIX i UNIX.

## Cechy KolibriOS
- Wiele sposobów załadowania, włączając w to start z systemu NTFS.
- Interfejs graficzny bazuje na standardzie VESA. Możliwość pracy w wyższych częstotliwościach odświeżania monitora.
- Środowisko developerskie: edytor tekstowy, makro-assembler (FASM) do kompilacji jądra i programów.
- Obsługa stosu TCP/IP dla kilku kart sieciowych.
- Mieści się na jednej dyskietce 1,44 MB (wiele aplikacji jest kompresowanych).
- Wymaga tylko 8 MB pamięci RAM dla prawidłowego działania.
- Wielowątkowość.
- Obsługa systemów plików FAT12, FAT16, FAT32 (częściowa obsługa długich nazw plików), Ext2, NTFS, Ext4 (tylko odczyt), ISO9660 (w tym wielosesyjnych).
- Obsługa dźwięku AC 97 dla układów Intel, nForce1, nForce2, nForce3, nForce4, SIS7012, FM801, VT8233, VT8233C, VT8235, VT8237, VT8237R, VT8237R Plus i EMU10K1X.
- Obsługa dysków CD i DVD.

## Minimalne wymagania sprzętowe[1]
Aby uruchomić system KolibriOS, komputer powinien spełniać następujące wymagania:
- 8 MB pamięci operacyjnej,
- procesor kompatybilny z architekturą i586,
- napęd dyskietek, płyt CD lub inne medium, z którego można uruchomić system,
- karta graficzna zgodna ze standardem VESA lub VGA.